# Woodstock (condado de Windsor, Vermont)
Woodstock es una villa ubicada en el condado de Windsor en el estado estadounidense de Vermont. En el año 2010 tenía una población de 900 habitantes y una densidad poblacional de 333 personas por km².

## Geografía
Woodstock se encuentra ubicada en las coordenadas 43°37′25″N 72°31′2″O / 43.62361, -72.51722.

## Demografía
Según la Oficina del Censo en 2000 los ingresos medios por hogar en la localidad eran de $95,577 y los ingresos medios por familia eran $109,688. Los hombres tenían unos ingresos medios de $72,109 frente a los $26,917 para las mujeres. La renta per cápita para la localidad era de $90,639. Alrededor del 0.3% de la población estaban por debajo del umbral de pobreza.